# شهرستان الیگنی (نیویورک)
شهرستان الیگنی (به انگلیسی: Allegany) واقع در ایالت نیویورک است. جمعیت این شهرستان بر اساس سرشماری سال ۲۰۱۰ آمریکا ۴۸۹۴۶ نفر گزارش شده‌است. مرکز شهرستان الیگنی شهر بلمونت است.این شهرستان در سال ۱۸۰۶ بنیانگذاری شده‌است.